# ジャン2世・ド・クロイ
ジャン2世・ド・クロイ（フランス語：Jean II de Croÿ, 1390年? - 1473年3月25日）は、シメイ伯、クロイ＝ソルル家の祖。

## 生涯
ジャンはジャン1世・ド・クロイとマリー・ド・クラオンの三男である。兄はアントワーヌ1世・ド・クロイ。ブルゴーニュ宮廷の主要なメンバーの一人であった。エノーの大バイイとしてブルゴーニュ公の名においてエノーとナミュールを統治した。ジャンの領土はシメイ周辺に集中しており、ジャンは初代シメイ伯となった。1430年に、金羊毛騎士団の最初の騎士の1人に選ばれた。
ジャンは1433年にシャルル豪胆公の代父となり、1459年には王太子の代父となった。1435年にはアラスの和約の成立に重要な役割を果たした。その後、ジャンはアミアンをブルゴーニュの支配下に置いた罪で起訴された。1436年、ジャンはカレーを包囲したブルゴーニュ・フランドル軍を指揮し、遠征の失敗の責任を問われた。ヘントの反乱（1449年 - 1453年）において、ジャンはアウデナールデの包囲を解除し、1453年にティオンヴィルでブラウンシュヴァイク＝ヴォルフェンビュッテル公ヴィルヘルム1世を破り、ブルゴーニュ公国のためにルクセンブルク公領を確保した。
ジャンも1454年に「キジの饗宴」において誓いを立てた人々の一人であった。ジャンはフィリップ善良公に多大な影響を与えたが、そのためにジャンはシャルル豪胆公から嫌われていた。1465年にシャルル豪胆公が権力を握ると、ジャンとその息子フィリップ1世、兄のアントワーヌ1世・ド・クロイを追放した。ジャンがシャルルと和解したのは、ジャンの死の年である1473年のことであった。

## 結婚と子女
彼はマリー・ド・ラレン（1390年 - 1474年）と結婚し、5子をもうけた。
- ジャクリーヌ（1430年 - 1500年） - 1463年にジャン4世・ド・ネールと結婚[3]
- フィリップ1世（1430年 - 1482年） - キエヴラン領主[4]、シメイ伯
- ジャック（1436年 - 1516年） - カンブレー司教
- ミシェル（1516年没） - サンピー領主、金羊毛騎士団騎士
- カトリーヌ（1440年 - 1515年） - アドリアン・ド・ブリミュー（1515年にマリニャーノの戦いで戦死）と結婚